# Замок Рінгроун
Замок Рінгроун (англ. Ringrone Castle) — замок Рінрон — один із замків Ірландії, розташований в графстві Корк. Замок стоїть на пагорбі, з якого відкривається вид на річку Бандон, на південь від селища Кінсейл.

## Історія замку Рінгроун
Землі, де нині стоїть замок Рінгроун, були даровані аристократу Міло де Когану королем Англії Генріхом ІІ. Дані землі згодом успадкував син Річард. Його дочка вийшла заміж за Міло де Курсі. Замок Рінгроун, що вже був побудований на той час, був приданим у цьому шлюбі. Крім того до складу приданого входив Старий замок Гед. Міло де Курсі побудував на цих землях нові замки в 1223 році. Міло був онуком відомого норманського лицаря сера Джона де Курсі. Старий замок Гед був головною резиденцією баронів де Курсі. Замок Рінгроун був зайнятий військовим гарнізоном, що охороняв порт Кінсейл та переправи.
Восени 1600 року замок Рінгроун був захоплений іспанськими військами. Англійська армія знову захопила замок під час битви під Кінсейлом після обстрілу замку гарматами. Замок був сильно зруйнований.
Все що лишилося від замку Рінгроун — стіна — фрагмент башти, чотирьохповерховий, високий, з залишками кімнат на першому та третьому поверхах, залишки дверей в кінці північної стіни. Руїни красиві і вражаючі. Руїни нині доступні для туристів. Недалеко знаходиться форт Джеймса.